# 4318 باتا
4318 Baťa هو كويكب، يقع ضمن حزام الكويكبات. اكتشف في 21 فبراير 1980.

## روابط خارجية
- 4318 باتا في قاعدة بيانات مختبر الدفع النفاث لأجرام النظام الشمسي الصغيرة

- الاكتشاف · مخطط المدار ·  العناصر المدارية · المعلمات المادية

- 4318 باتا على موقع ويكي سكاي: DSS2, SDSS, GALEX, IRAS, Hydrogen α, X-Ray, Astrophoto, Sky Map, Articles and images